# Raphia textilis
Raphia textilis là loài thực vật có hoa thuộc họ Arecaceae. Loài này được Welw. miêu tả khoa học đầu tiên năm 1858.